# باشگاه فوتبال کویینز پارک رنجرز
باشگاه فوتبال کویینز پارک رنجرز (به انگلیسی: Queens Park Rangers Football Club) یک باشگاه فوتبال انگلیسی واقع در غرب لندن است. آن‌ها در سال ۲۰۱۱ قهرمان چمپیونشیپ شدند و به لیگ برتر صعود کردند. از دیگر افتخارات این باشگاه می‌توان به قهرمانی در جام اتحادیه در سال ۱۹۶۷، نایب قهرمانی در دسته اول انگلیس در فصل ۷۶-۱۹۷۵ و رسیدن به فینال جام حذفی در سال ۱۹۸۲ اشاره کرد.
این باشگاه در سال ۱۸۸۲ تأسیس شده‌است.

## افتخارات
لیگ برتر انگلستان:
نایب قهرمان:۱۹۷۶-۱۹۷۵
جام حذفی انگلستان:
قهرمان:۱۹۸۲-۱۹۸۱
جام خیریه:
نایب قهرمان:۱۹۱۲،۱۹۰۸
چمپیونشیپ:

قهرمان:۱۹۸۳-۱۹۸۲ ٫ ۲۰۱۱-۲۰۱۰